# Nová Pláň
Nová Pláň település Csehországban, a Bruntáli járásban. Nová Pláň Bruntál, Lomnice, Roudno és Mezina településekkel határos. Lakosainak száma 79 fő (2024. január 1.).

## Népesség
A település lakosságának változását az alábbi diagram mutatja:
| Lakosok száma | 272  | 276  | 249  | 186  | 124  | 26   | 55   | 54   | 55   | 79   |
|               | 1869 | 1890 | 1921 | 1950 | 1980 | 2001 | 2017 | 2019 | 2022 | 2024 |